# A Grande Família (2.ª temporada)
A segunda temporada de A Grande Família, uma série de televisão brasileira de comédia, foi ao ar originalmente entre 4 de abril de 2002 e 26 de dezembro de 2002 pela Rede Globo, tendo como personagens principais os membros da família Silva, que consiste em Lineu Silva, Dona Nenê, Agostinho Carrara, Bebel, Tuco e Seu Flor. A temporada tem 37 episódios de aproximadamente meia hora de duração, exibidos nas noites de quinta-feira.

## Enredo da temporada
Seu Flor termina com Juva e passa a namorar dona Genoveva (Ana Rosa). No final da temporada anterior, Mendonça começa a trabalhar na repartição como chefe, no lugar de Almeidinha. Mulherengo, Mendonça não larga do pé de Lineu e demonstra seu amor pelo amigo de trabalho quando o chama de "Lineuzinho", deixando Lineu envergonhado. Marilda (Andréa Beltrão), uma fumante, alta, bonita e dona do salão de cabeleireiro da rua surge como melhor amiga de Nenê e interesse amoroso de Mendonça. Nessa temporada há a presença constante de Remela (Diogo Vilela), um amigo da juventude de Agostinho, que virou bandido. Beiçola continua insistindo em um possível romance com Nenê, que sempre é negado pela matriarca da família. O pai de Agostinho (Francisco Cuoco) aparece no natal, surpreendendo a todos, inclusive o filho.

## Elenco
- Marco Nanini
- Marieta Severo
- Lúcio Mauro Filho
- Guta Stresser
- Pedro Cardoso
- Rogério Cardoso
- Andréa Beltrão
- Marcos Oliveira
- Tonico Pereira

### Participações especiais
- Ana Rosa (Alguns episódios)
- Diogo Vilela (Alguns episódios) como Remela: Bandido local e amigo de infância de Agostinho, que sempre tenta proteger o trambiqueiro da polícia, mas acaba pagando o pato pelo mesmo, que ás vezes tenta passar a perna no próprio amigo.
- Lília Cabral (Alguns episódios) como Margot: Falsa amiga de Nenê, que na verdade era sua rival á conquista de Lineu nos temos de colégio. Mesmo nos tempos atuais, com Nenê já casada com Lineu, Margot tenta separar o casal, não perdendo uma única oportunidade que seja para paquerar o fiscal.
- Natália Lage (Alguns episódios) como Júlia: Namorada do Tuco.
- Murilo Elbas (Big Family Brasil)
- Enrique Díaz (Genro Não é Parente) como Ferrugem: Amigo traíra de Agostinho que é interessado amorosamente em Bebel.
- Mauro Mendonça (Genro Não é Parente)
- Carla Marins (Vai Ser Tuco na Vida)
- Edwin Luisi (É Assim se lhe Parece)
- Alexandre Borges (A Escolha de Bebel) como Eduardo: Ex-noivo de Bebel.
- Leandro Hassum (Feitiço do Tédio) como um feirante com quem Nenê discute por causa do preço das verduras
- Bruce Gomlevsky (Um Tapinha Não Dói) como Foguete: Um amigo de tuco de caráter duvidoso
- Miguel Falabella (Quem Nunca Pecou que Atire a Primeira Pedra) como Pastor Wellington: Pastor corrupto da igreja em que Agostinho tenta se tornar membro.
- Marco Ricca (Nenê ao Volante, Perigo de Amante) como o instrutor da auto-escola que fica interessado em Nenê.
- Taís Araújo (Vai Pra Casa, Beiçola) como Maria da Graça: Nova atendente do Beiçola que na verdade é sua noiva, mas que atrai os olhares dos demais homens que acham que o pasteleiro não combina com ela também por ser muito nova pra ele. A garota logo se envolve amorosamente com Tuco.
- Alexandre Zacchia (Vai pra casa, Beiçola) como Dentada: Golpista local e velho amigo de Agostinho. Ganha a vida com serviços sujos.
- Wagner Moura (Os Safados) como Chicão: Cliente da Pastelaria do Beiçola e conhecido da vizinhança que empresta a cadeira de rodas que o Seu Flor usa enquanto finge estar paralítico.
- Giulia Gam (Os Boçais) como Jaqueline: Uma atraente mulher que se muda para a casa ao lado com seu marido Norival, o qual por ser estéril, não pode dar um filho ao casal e acaba considerando seu cachorro Júnior como seu filho, sendo mais atencioso ás necessidades do mesmo que à sua própria esposa. Por essa razão, começa a se interessar por Agostinho, sem saber que o marido odeia o mesmo. Acaba chamando a atenção dos demais homens da família por seu charme e dotes físicos.
- Ernani Moraes (Os Boçais) como Norival: Marido de Jaqueline. Um valentão nato que durante um tempo é o vizinho dos Silva. Bastante grosseiro e mal-educado que gosta de resolver as coisas á própria maneira e não se importa em ficar trocando os nomes das pessoas por livre e espontânea vontade. Entra em atrito com Agostinho e tudo piora quando o taxista acaba envenenando Júnior, o amado cachorro do grandão.
- Aramis Trindade (Vai Para o Trono ou Não Vai) como Marreta: Amigo de Tuco e Agostinho que trabalha como encanador.
- Rodrigo Hilbert (O Chamado da Natureza)
- Totia Meireles (O Chamado da Natureza)
- Fúlvio Stefanini (O Amigo do Homem)
- Xando Graça (Agostinho vai á luta) como um valentão lutador de jiu-jítsu que é ofensivo para com Bebel, que exige que o marido a defenda, mas Agostinho inventa desculpas para se safar, sem nem sequer imaginar que vai reencontrar o gordão e terá que colocar suas habilidades em prática.
- Ana Velloso (Agostinho vai á luta) como a atraente secretária da academia onde Agostinho vai aprender artes marciais.
- Beto Bellini (Agostinho vai á luta) como o policial que apreende o carro de Lineu e Nenê apenas para descobrir que este não foi roubado, mas tomado por Tuco sem o conhecimento dos pais.
- Magno Campanella (Agostinho vai á luta) como um dos valentões do baile funk.
- Ana Maria Braga (A Quentinha de Bebel) como ela mesma.
- Paulo Betti (A Mulher Que Botou Chifre no Capeta) Amigo de Agostinho que se oferece para fazer um teste de fidelidade em Bebel.
- Drica Moraes (A Mulher Que Botou Chifre no Capeta)
- Bruno Garcia (O Homem Ideal e Tá Dominado) como Vasconcelos: Gerente corrupto de um supermercado que sempre tenta enrolar Lineu a fim de não ser multado por este.
- Fabiana Karla (O Homem Ideal) como uma figurante no supermercado.
- Antonio Calloni (Tá Dominado) como Baratão, o temido chefe da gangue criminosa á qual pertence Remela.
- Chris Couto (O ó do Borogodó) como Vivi Cherie: A rica, materialista e antenada gerente da boutique onde Bebel trabalha por um curto período de tempo.
- Miguel Andrade (O ó do Borogodó) como um pagodeiro no boteco Pé de Rato.
- Marcio Ricciardi como segurança do Club Privê.
- Francisco Cuoco (A Enorme Família) como Seu Oduvaldo Carrara: Pai de Agostinho que sumiu da vida do filho há anos e Agostinho acredita este ter simplesmente abandonado o lar e o culpa por isso ao se reencontrarem.
- Camila Pitanga (A Enorme Família) como Marina: Namorada casual de Tuco que a família descobre ser filha do Seu Flor, sendo consequentemente meia-irmã de Nenê, o que atrapalha o romance dela com seu meio-sobrinho. Ela e Nenê vivem se desentendendo, uma vez que Nenê não aceita dividir o pai com a irmã bastarda.

## Episódios
| N.º na série | N.º na temp. | Título                                             | Dirigido por                 | Escrito por                                                                                         | Exibição original      | Audiência |
| --- | ------------ | -------------------------------------------------- | ---------------------------- | --------------------------------------------------------------------------------------------------- | ---------------------- | --------- |
| 37 | 1            | "Big Family Brasil"                                | Maurício Farias              | Bernardo Guilherme & Marcelo Gonçalves                                                              | 4 de abril de 2002     | N/A       |
| A Família Silva participa de um reality show. A presença das câmeras causa uma grande confusão na família, que não consegue fingir seus hábitos. |              |                                                    |                              | |                        |           |
| 38 | 2            | "Grandes Famílias, Pequenos Negócios"              | Maurício Farias              | Adriana Falcão, Bernardo Guilherme & Márcio Wilson                                                  | 11 de abril de 2002    | N/A       |
| Lineu é avaliado como regular na empresa e decide criar uma lista de tarefas para a família. A experiência deixa os Silva desunidos e Lineu leva o aprendizado para o trabalho. |              |                                                    |                              | |                        |           |
| 39 | 3            | "Genro Não é Parente"                              | Maurício Farias              | Marcelo Gonçalves, Márcio Wilson & Juca Filho                                                       | 18 de abril de 2002    | N/A       |
| Lineu e Nenê decidem comprar um carro novo. Agostinho é demitido e pede o carro antigo para trabalhar como taxista. A troca de carros causa muita confusão entre Lineu e o genro. |              |                                                    |                              | |                        |           |
| 40 | 4            | "Família Monstro"                                  | Maurício Farias              | Adriana Falcão, Bernardo Guilherme, Juca Filho & Marcelo Gonçalves                                  | 25 de abril de 2002    | N/A       |
| Seu Flor se sente rejeitado e decide ir para um asilo. Nenê fica arrasada e inconformada com a ausência do pai. |              |                                                    |                              | |                        |           |
| 41 | 5            | "Vai Ser Tuco na Vida"                             | Maurício Farias              | Aloísio de Abreu, Márcio Wilson & Marcelo Gonçalves                                                 | 2 de maio de 2002      | N/A       |
| Tuco vai trabalhar na repartição de Lineu e causa problemas quando se envolve com a amante de Mendonça. |              |                                                    |                              | |                        |           |
| 42 | 6            | "Assim É se lhe Parece"                            | Maurício Farias              | Adriana Falcão, Aloísio de Abreu, Juca Filho & Márcio Wilson                                        | 9 de maio de 2002      | N/A       |
| Seu Flor encontra a roupa de uma passageira no táxi e desconfia que Agostinho está traindo Bebel; Agostinho consegue desfazer o mal-entendido e Seu Flor pede desculpas. |              |                                                    |                              | |                        |           |
| 43 | 7            | "Roupa Suja se Lava em Casa!"                      | Maurício Farias              | Adriana Falcão, Aloísio de Abreu, Bernardo Guilherme, Juca Filho, Marcelo Gonçalves & Márcio Wilson | 16 de maio de 2002     | N/A       |
| Nenê corta o cabelo e Lineu, que está focado numa palestra importante, não repara em seu novo cabelo bastante diferente do usual, mas Agostinho sim, sendo que ele chega até a elogiar a sogra na rua ao vê-la de costas sem saber de quem se trata e se confunde todo, tendo outros devaneios e sendo assombrado por alucinações com Nenê mais pra frente. Achando que seu casamento está em crise devido a Lineu sequer notar seus esforços, Nenê decide fazer uma simpatia com Marilda para salvar o seu casamento, usando uma das cuecas de Lineu atrelada á uma calcinha sua, mas Bebel percebe a situação e acha que a mãe pegou a cueca de Agostinho, acreditando que sogra e genro possam estar tendo um caso. |              |                                                    |                              | |                        |           |
| 44 | 8            | "Lineu Vs Lineu"                                   | Maurício Farias              | Juca Filho & Márcio Wilson                                                                          | 23 de maio de 2002     | N/A       |
| Lineu faz 50 anos. No dia do seu aniversário, ele se depara com as suas duas personalidades, que entram em conflito. Após fazer algumas loucuras Lineu aproveita a sua festa com a família. |              |                                                    |                              | |                        |           |
| 45 | 9            | "A Escolha de Bebel"                               | Maurício Farias              | Adriana Falcão, Aloísio de Abreu, Bernardo Guilherme & Marcelo Gonçalves                            | 30 de maio de 2002     | N/A       |
| Bebel e Agostinho comemoram o aniversário de casamento em um restaurante chique e Bebel encontra um antigo namorado. Após idas e vindas no casamento, Bebel entende que ama o marido. |              |                                                    |                              | |                        |           |
| 46 | 10           | "Amigos, Amigos, Negócios à Parte"                 | Maurício Farias              | Adriana Falcão, Bernardo Guilherme & Marcelo Gonçalves                                              | 6 de junho de 2002     | N/A       |
| Seu Flor dá dinheiro para Agostinho fazer uma aposta no bicho, mas ele aposta na sinuca com seu amigo Remela(Diogo Vilela), a quem acaba engambelando, uma vez que se aproveita deste ser míope e de seu óculos não estar muito bom; o número do Seu Flor sai e Agostinho fica desesperado ao explicar que não fez o jogo, mas neste interim, Remela percebe que foi enganado e acaba sequestrando Agostinho levando-o a um galpão abandonado e lhe rendendo com uma arma, até mesmo fazendo sua família acreditar que o taxista sofreu o pior. |              |                                                    |                              | |                        |           |
| 47 | 11           | "Feitiço do Tédio"                                 | Maurício Farias              | Bernardo Guilherme & Marcelo Gonçalves                                                              | 13 de junho de 2002    | N/A       |
| Nenê sofre com um feitiço do sonho que mostra como a sua rotina é repetitiva; até que ela finalmente acorda e decide fazer tudo diferente. |              |                                                    |                              | |                        |           |
| 48 | 12           | "Explode Coração!"                                 | Maurício Farias              | Adriana Falcão, Juca Filho, Márcio Wilson & Nilton Braga                                            | 20 de junho de 2002    | N/A       |
| No dia do jogo da Seleção, Lineu quer assistir à partida, mas precisa ir ao baile de Nenê; Agostinho compra fogos de artifício e acaba deixando a rua toda sem luz. |              |                                                    |                              | |                        |           |
| 49 | 13           | "Um Tapinha Não Dói"                               | Maurício Farias              | Bernardo Guilherme & Marcelo Gonçalves                                                              | 27 de junho de 2002    | N/A       |
| Os amigos de Tuco preparam biscoitos com maconha e Lineu experimenta, sem saber; o veterinário fica sob efeito da droga e acaba preso após se envolver nas maiores confusões. |              |                                                    |                              | |                        |           |
| 50 | 14           | "Mata o Véio!"                                     | Maurício Farias              | Bernardo Guilherme, Marcelo Gonçalves & Nilton Braga                                                | 4 de julho de 2002     | N/A       |
| Seu Flor arma de tudo para conseguir fazer bonito durante encontro com Genoveva e, ao seguir conselho de Agostinho, acaba sofrendo um assalto na pastelaria e deixando Beiçola em maus momentos. |              |                                                    |                              | |                        |           |
| 51 | 15           | "Quem Nunca Pecou que Atire a Primeira Pedra"      | Maurício Farias              | Bernardo Guilherme & Marcelo Gonçalves                                                              | 11 de julho de 2002    | N/A       |
| Agostinho se converte e muda de comportamento após conhecer o pastor Wellington; mas ao descobrir os erros e roubos do pastor, Agostinho decide criar sua própria Igreja. |              |                                                    |                              | |                        |           |
| 52 | 16           | "Nenê no Volante, Perigo de Amante"                | Maurício Farias              | Juca Filho, Márcio Wilson & Nilton Braga                                                            | 18 de julho de 2002    | N/A       |
| Nenê decide tirar a carteira de motorista e se matricula em uma autoescola; mas, ao ser paquerada pelo professor, bate com o carro na porta do motel e arruma a maior confusão. |              |                                                    |                              | |                        |           |
| 53 | 17           | "O Sétimo Silva"                                   | Maurício Farias              | Adriana Falcão, Juca Filho, Márcio Wilson & Nilton Braga                                            | 25 de julho de 2002    | N/A       |
| Seu Flor conta que a namorada de Tuco está grávida; com ciúmes, Bebel resolve engravidar; em meio à confusão, o caçula decide contar a verdade sobre a gravidez da namorada. |              |                                                    |                              | |                        |           |
| 54 | 18           | "Um Homem para Chamar Lineu"                       | Maurício Farias              | Marcelo Gonçalves & Nilton Braga                                                                    | 1 de agosto de 2002    | N/A       |
| Lineu se envolve em confusão no trabalho após usar computador antigo de um amigo de Agostinho e quase acaba demitido. |              |                                                    |                              | |                        |           |
| 55 | 19           | "É Pai, É Pedra, É o Fim do Caminho"               | Maurício Farias              | Bernardo Guilherme, Marcelo Gonçalves & Márcio Wilson                                               | 8 de agosto de 2002    | N/A       |
| Lineu fica frustrado quando os filhos dizem que não compraram presente de Dia dos Pais; Agostinho conta para a família o trauma que tem da data e Seu Flor o aconselha a reagir. |              |                                                    |                              | |                        |           |
| 56 | 20           | "Senhor Viúvo Procura"                             | Maurício Farias              | Bernardo Guilherme, César Cardoso & Márcio Wilson                                                   | 15 de agosto de 2002   | N/A       |
| Seu Flor coloca anúncio no jornal para conseguir uma namorada; Nenê e Bebel decidem escrever cartas falsas; Agostinho descobre e paga uma garota de programa para ir ao encontro. |              |                                                    |                              | |                        |           |
| 57 | 21           | "Vai pra Casa, Beiçola!"                           | Maurício Farias              | Bernardo Guilherme, César Cardoso & Márcio Wilson                                                   | 21 de agosto de 2002   | N/A       |
| Beiçola fica noivo de Maria da Graça, mas ela começa a ter um caso com Tuco; Beiçola decide contratar Dentada(Alexandre Zacchia) para dar uma surra no amante, mas é ele quem acaba apanhando. |              |                                                    |                              | |                        |           |
| 58 | 22           | "Os Safados"                                       | Maurício Farias              | Bernardo Guilherme, Juca Filho, Marcelo Gonçalves e Nilton Braga                                    | 28 de agosto de 2002   | N/A       |
| O táxi de Agostinho atropela Seu Flor, que acaba se recuperando rápido, mas afim de enganar o genro de seu genro e lhe dar uma lição, mente dizendo que ficou sem andar, ao que Agostinho, mesmo caindo na história do velho, ainda diz que gastou o dinheiro destinado á manutenção do ar condicionado de seu taxi afim de comprar uma cadeira de rodas para o idoso, aplaudido pela família por sua boa ação; O problema é que ele pegou emprestado a cadeira de rodas do falecido pai de Chicão(Wagner Moura), um rapaz rebelde e amargurado por seu pai ter ficado paralítico que decide fazer uma boa ação em prol de Seu Flor, sem nem desconfiar da malandragem tanto do avô quanto do taxista, até que logo cada um deles descobre através de Beiçola, que o outro o está enganando, mas ambos tentam evitar que Chicão fique sabendo, uma vez que este anda armado com um revólver. Eventualmente, Agostinho e Seu Flor se vingam um do outro, mas Chicão descobre tudo e só não atira nos dois porque é impedido por Beiçola, enquanto Agostinho e Seu Flor fogem no táxi e no processo, sofrem um acidente e ficam machucados. |              |                                                    |                              | |                        |           |
| 59 | 23           | "Os Boçais"                                        | Maurício Farias              | Adriana Falcão & Juca Filho                                                                         | 4 de setembro de 2002  | N/A       |
| A família Silva tem novos vizinhos folgados e com um cachorro que tratam como filho; mas a confusão começa quando o animal come a carne estragada do churrasco de Agostinho. |              |                                                    |                              | |                        |           |
| 60 | 24           | "Vai para o Trono ou Não Vai?"                     | Maurício Farias              | Bernardo Guilherme, César Cardoso, Marcelo Gonçalves, Márcio Wilson & Nilton Braga                  | 11 de setembro de 2002 | N/A       |
| O encanamento do banheiro pifa e Nenê reforma igual ao de revista, contra a vontade de Lineu; sem dinheiro para pagar, Lineu manda colocar as peças do banheiro antigo de volta. |              |                                                    |                              | |                        |           |
| 61 | 25           | "Passei a Noite Procurando Tuco"                   | Maurício Farias              | Bernardo Guilherme, César Cardoso, & Juca Filho                                                     | 18 de setembro de 2002 | N/A       |
| Tuco passa no vestibular para veterinária e Lineu comemora fazendo uma festa; durante o evento, ele diz que não quer estudar; Lineu fica furioso e os dois brigam. |              |                                                    |                              | |                        |           |
| 62 | 26           | "O Chamado da Natureza"                            | Maurício Farias              | Marcelo Gonçalves, Márcio Wilson & Nilton Braga                                                     | 25 de setembro de 2002 | N/A       |
| Lineu vai sozinho a uma festa e deixa Nenê enciumada; tentando provocá-lo, Nenê acaba se afogando no mar e é salva por um surfista; Nenê beija o rapaz e Agostinho conta tudo ao sogro. |              |                                                    |                              | |                        |           |
| 63 | 27           | "O Amigo do Homem"                                 | Maurício Farias              | César Cardoso, Marcelo Gonçalves & Nilton Braga                                                     | 9 de outubro de 2002   | N/A       |
| Todos sofrem com a falta de água; Nenê incentiva que Lineu procure por Ernesto, um antigo amigo político; a confusão começa quando os eleitores descobrem o apelido do candidato. |              |                                                    |                              | |                        |           |
| 64 | 28           | "O Garanhão do Futuro Contra a Mulher Gata no Cio" | Maurício Farias              | Adriana Falcão, Bernardo Guilherme, César Cardoso & Juca Filho                                      | 16 de outubro de 2002  | N/A       |
| Nenê decide apimentar o casamento e acaba se chateando quando Lineu acha graça. Os dois acabam seguindo os conselhos de todos e se encontram na sex shop. |              |                                                    |                              | |                        |           |
| 65 | 29           | "Agostinho Vai à Luta!"                            | Maurício Farias              | Marcelo Gonçalves, Márcio Wilson & Nilton Braga                                                     | 31 de outubro de 2002  | N/A       |
| Agostinho não consegue defender Bebel, decide fazer jiu-jítsu, mas não gosta das aulas. Outra vez, Agostinho precisa defender Bebel e sem o conhecimento da luta, acaba agredido. |              |                                                    |                              | |                        |           |
| 66 | 30           | "A Quentinha da Bebel"                             | Maurício Farias              | Adriana Falcão, Bernardo Guilherme, Juca Filho & Márcio Wilson                                      | 7 de novembro de 2002  | N/A       |
| Agostinho decide vender quentinhas e acaba fazendo o maior sucesso. Mas tudo desanda quando Bebel dá entrevista no "Mais Você" e não cita Nenê, que realmente prepara a comida. |              |                                                    |                              | |                        |           |
| 67 | 31           | "O Casamento do Velho Safado"                      | Ary Coslov & Maurício Farias | Bernardo Guilherme, César Cardoso & Nilton Braga                                                    | 14 de novembro de 2002 | N/A       |
| Seu Flor decide se casar com Genoveva. Nenê reza para o pai desistir. No altar, Seu Flor passa mal e cancela tudo. Dias depois, percebe que está apaixonado e decide se declarar. |              |                                                    |                              | |                        |           |
| 68 | 32           | "A Mulher que Botou Chifre no Capeta"              | Ary Coslov & Maurício Farias | Bernardo Guilherme, Juca Filho & Márcio Wilson                                                      | 21 de novembro de 2002 | N/A       |
| Agostinho desconfia de Bebel. Bandeira, seu amigo, se oferece para testar a fidelidade dela e mente dizendo que Bebel não passou no teste. Agostinho sofre e resolve aproveitar. |              |                                                    |                              | |                        |           |
| 69 | 33           | "O Homem Ideal"                                    | Ary Coslov                   | Adriana Falcão, Marcelo Gonçalves & Nilton Braga                                                    | 28 de novembro de 2002 | N/A       |
| Nenê resolve ajudar sua amiga Marilda a encontrar um pretendente que passe em teste de revista sobre o homem ideal. Lineu decide ajudá-las, mas esquece de fazer as perguntas do teste para o malandro, que é Vasconcellos(Bruno Garcia), um gerente de supermercado bastante folgado que vive sendo multado por Lineu, e que acaba se envolvendo com Marilda, sem que Lineu e Nenê saibam que na verdade ele é casado. |              |                                                    |                              | |                        |           |
| 70 | 34           | "Noiva em Fúria"                                   | Ary Coslov                   | César Cardoso, Marcelo Gonçalves & Nilton Braga                                                     | 5 de dezembro de 2002  | N/A       |
| Nenê decide fazer festa para comemorar 25 anos de casada. Lineu se preocupa com os gastos excessivos. Margot, amiga de Nenê, vai à festa e faz de tudo para separar o casal. |              |                                                    |                              | |                        |           |
| 71 | 35           | "Tá Dominado"                                      | Ary Coslov                   | César Cardoso, Marcelo Gonçalves & Nilton Braga                                                     | 12 de dezembro de 2002 | N/A       |
| Agostinho ajuda o amigo Remela a fugir da polícia. O tráfico dá ordem para fechar o comércio. Agostinho e Lineu vão até a pastelaria pegar comida e ficam sob a mira dos bandidos. |              |                                                    |                              | |                        |           |
| 72 | 36           | "O "Ó" do Borogodó"                                | Ary Coslov                   | Adriana Falcão, Bernardo Guilherme & Marcelo Gonçalves                                              | 19 de dezembro de 2002 | N/A       |
| Bebel arruma emprego na zona sul e sente vergonha de convidar as amigas para churrasco em sua casa. Os Silvas criticam seu comportamento e Bebel volta a se orgulhar da Zona Norte. |              |                                                    |                              | |                        |           |
| 73 | 37           | "A Enorme Família"                                 | Maurício Farias              | Adriana Falcão, Bernardo Guilherme & Marcelo Gonçalves                                              | 26 de dezembro de 2002 | 34 pontos |
| É Natal na Família Silva e, antes da ceia, Lineu decide que neste ano não terão agregados. Nenê não aceita e convida todos. No final, Lineu aceita e todos passam um feliz Natal. |              |                                                    |                              | |                        |           |